# خرگوشک آمامی
خرگوشک آمامی (نام علمی Pentalagus furnessi، به ژاپنی アマミノクロウサギ 奄美野黒兔 به معنی تحت‌اللفظی «خرگوشک خزسیاه وحشی آمامی») یا خرگوشک ریوکو یک خرگوش با پشم تیره‌رنگ است که تنها در آمامی اوشیما و توکونوشیما دو جزیره کوچک بین کیوشوی جنوبی و اوکیناوا در استان کاگوشیما در ژاپن پیدا می‌شود. این خرگوشک که معمولاً یک فسیل زنده نامیده می‌شود، بازمانده‌ای از خرگوش‌های پیشاتاریخ است که زمانی در قاره آسیا می‌زیستند، جایی که در آن منقرض شدند، و تنها بر روی دو جزیره کوچک ژاپنی، که امروزه زیستگاه آنان است، باقی‌ماندند.

## زیست‌شناسی

### رژیم غذایی
خرگوشک آمامی از بیش از ۲۹ گونه گیاهان تغذیه می‌کند، که شامل ۱۷ گونه از بوته‌ها و ۱۲ گونه از گیاهان علفی است، و بیشتر غذایش را جوانه‌ها و میوه بلوط تشکیل می‌دهند. او همچنین دانه فندقی و کامبیوم گستره وسیعی از انواع گیاهان را می‌خورد. مشاهده شده است که خرگوش آمامی از پوسته ساقه‌ها و شاخه‌های گیاهان نیز تغذیه می‌کند. در طول تابستان، خوراک اصلی خرگوش آمامی علف پامپاس است، و در زمستان، غالباً از دانه‌های درخت پاسانیا تغذیه می‌کند.

### ویژگی‌ها
خرگوشک آمامی دارای پاهای عقب کوتاه، بدنی تقریباً تنومند، پنجه‌هایی بزرگ و خمیده برای حفاری و گاهی اوقات بالا رفتن از چیزها است. گوش‌هایش بسیار کوچک‌تر از دیگر خرگوش‌ها یا خرگوش‌های صحرایی است. خز خرگوش ضخیم، پشمی و تیره است؛ در قسمت‌های بالایی قهوه‌ای رنگ است و در کناره‌ها به قرمز-قهوه‌ای می‌گراید. خرگوش پنجه‌هایی سنگین، بلند و بسیار قوی دارد، که در دو پای جلویی تقریباً صاف و در پاهای عقبی خمیده هستند. چشم‌ها در مقایسه با خرگوش‌ها و خرگوش‌های صحرایی ریزتر هستند. وزن متوسط این خرگوش ۲٫۸–۲٫۵ کیلوگرم است.